# Jardines del arroyo Leaming
Los Jardines del arroyo Leaming, en inglés: Leaming's Run Gardens, son un parque y jardín botánico de 30 acres (12 hectáreas) de extensión, que se encuentra en el Municipio de Middle, Nueva Jersey. 

## Localización
Leaming's Run Gardens 1845 Route 9 North, Swainton, Cape May Court House, Middle Township, Cape May county, New Jersey NJ 08210 United States of America-Estados Unidos de América
Planos y vistas satelitales.39°8′35.52″N 74°46′3″O / 39.1432000, -74.76750
El jardín está abierto al público desde el alba hasta el ocaso desde le 5 de mayo al 20 de octubre. Se cobra una tarifa de entrada.

## Historia
Leaming's Run Gardens toma su nombre de la corriente de agua que fluye a través del terreno del jardín. En la época colonial el arroyo era conocido como "Uncle Aaron Leaming's Run" (el arroyo del tío Aaron). 
Jack y Emily Aprill compraron la propiedad en 1957, que incluyó 50 acres de bosques y la casa histórica Thomas Leaming (1706). 
Los jardines fueron diseñados y creados por Jack y Emily Aprill y sus hijos durante un periodo aproximado de 5 años, con la intención de hacer unos bellos jardines en los cuales otras personas ajenas pudieran disfrutar de la belleza de la naturaleza.
Otro de los objetivos buscados al crear zonas ajardinadas plantadas con vistosas plantas anuales coloridas fue la de preservar el medio ambiente natural de los terrenos. 

## Colecciones
Actualmente el jardín alberga: 
- Blue and Red Garden, Jardín azul y rojo, con flores rojas y azules
- Blue and White garden,[1] Jardín blanco y azul, con flores blancas y azules
- Celosia Garden, Jardín de Celosías, jardín especializado en cultivar plantas del género Celosia incluido dentro de la familia Amaranthaceae
- Down Jersey Garden donde cultivan plantas a pleno sol amantes de temperatura cálida,
- English Cottage Garden, jardín con las plantas más usuales de los jardines de casas de campo inglesas
- Hibiscus Garden, jardín donde se cultivan plantas del género Hibiscus,
- Orange Garden, jardín de plantas de color anaranjado
- Pink Garden, Jardín de plantas de color rosa
- Red and White Garden,
- Reflection Garden, Jardín del reflejo junto a un estanque
- Serpentine Garden, Jardín sinuoso donde se cultivan especies de salvias rojas,
- Shades of Rose Garden, rosaleda especializada en cultivares de rosas de color rosa,
- Sweetheart Garden, jardín especializado en especies de flores de color rosa y púrpuras,
- Yellow Garden.

Leaming’s Run Gardens es el lugar ideal para observar una gran variedad de plantas, insectos, animales y la vida en un entorno natural. Los estanques están repletos de peces, anguilas, ranas y tortugas. Las plantas nativas raras y las setas crecen a la sombra de centenarios robles, acebos y pinos con un sotobosque de cientos de exuberantes "helechos canela" (Osmunda cinnamomea). Las mariposas y las libélulas están aquí en abundancia, y los colibríes hacen de los jardines su hogar temporal en agosto. 
Se organizan itinerarios de paseo por el jardín cada año y que son conocidos como "creepy, out of this world" ("fuera de este mundo"). 

## Granjas Thimblefull
"Thimblefull Farms" es una granja orgánica familiar. Desde 2009 está administrado como una CSA (Community Supported Agriculture) para vender los productos directamente a los accionistas. La finca está situada en los Leaming Run Gardens, y cada acción de la granja incluye un pase de temporada de los jardines para la familia.